# Aplysina archeri
Aplysina archeri (лат.) — вид обыкновенных губок семейства Aplysinidae из отряда Verongiida (Demospongiae).

## Описание
Этот вид образует крупные трубки длиной до 150 см и диаметром у конца до 10 см. Иногда они растут поодиночке, но чаще большими группами до 22 трубок, которые обычно соприкасаются друг с другом только у основания. Поверхность хотя и рельефная, но иногда с неясным рисунком округлых дисковидных возвышений размером 3—9 мм. В неглубоких впадинах между возвышениями расположены ряды пор. Поверхность в целом мелкоконусовидная и не имеет глубоких и извилистых борозд Aplysina lacunosa.

### Цвет
Выраженный розовый или пурпурно-серый. Внутренняя поверхность трубок часто имеет кремовый оттенок, но всегда светлее наружной окраски.

### Среда обитания
От литорали до больших глубин.

## Распространение
Воды Атлантического океана. Редкие на Багамских островах, чаще встречается на юге, до Венесуэлы.